# Aethomys ineptus
Aethomys ineptus és una espècie de mamífer rosegador de la família dels múrids. Són rosegadors de petites dimensions, amb una llargada de cap a gropa de 117 a 190 mm i amb una cua de 110 a 193 mm. Poden arribar a pesar 107 grams.
Es troba a Sud-àfrica i Eswatini, i potser també a regions veïnes de Moçambic i Botswana, però encara cal confirmació. Habita boscos temperats, matollars i prades.